# 米蒂涅
米蒂涅（法語：Mutigney，法語發音：[mytiɲɛ]）是法国汝拉省的一个市镇，属于多勒区。

## 地理
米蒂涅（47°16'42"N, 5°32'37"E）面积8 平方千米，位于法国勃艮第-弗朗什-孔泰大區汝拉省，该省份为法国东部内陆省份，北起上索恩省，西北接科多尔省，西临索恩-卢瓦尔省，南至安省，东与杜省和瑞士接壤。
与米蒂涅接壤的市镇（或旧市镇、城区）包括：布鲁瓦-欧比涅-蒙瑟尼、克莱里、尚帕涅、达马尔坦-马尔潘、佩姆。

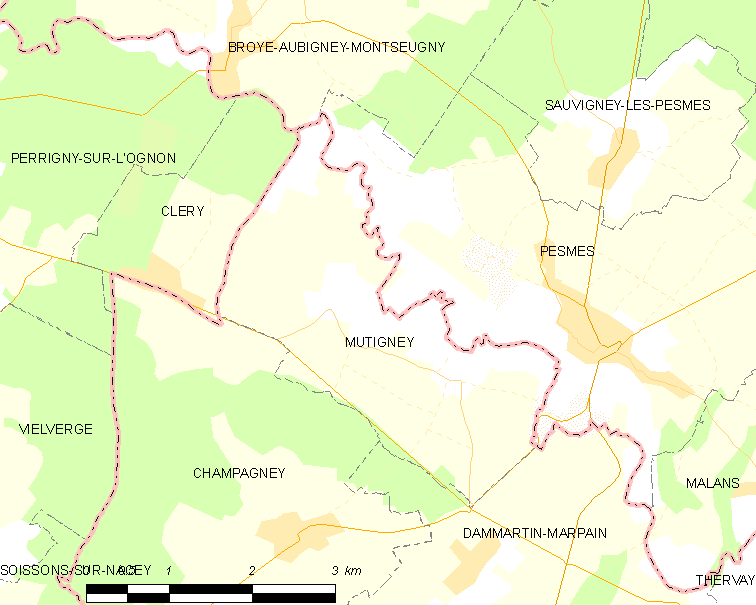
米蒂涅的OSM定位图

米蒂涅的时区为UTC+01:00、UTC+02:00（夏令时）。

## 行政
米蒂涅的邮政编码为39290，INSEE市镇编码为39377。

## 政治
米蒂涅所属的省级选区为欧蒂姆县。

## 人口

1962-2008年间米蒂涅人口变化图示

米蒂涅于2022年1月1日时的人口数量为175人。